# 京都所司代
京都所司代（きょうとしょしだい）は、近世の日本において京都に設置された行政機関である。
永禄11年（1568年）に織田信長が設置したものと、江戸時代に江戸幕府が設置したものがある。「所司」の本来の意味においては、鎌倉幕府の侍所の次官を所司と呼んだが、室町幕府の侍所では長官を所司と呼び、その代理を所司代と呼んだ。

## 織田信長が設置したもの
永禄11年（1568年）、織田信長が足利義昭を擁して上洛し、京都を支配下に置いたとき、室町幕府の機構を踏襲し、家臣の村井貞勝を京都の治安維持のために置いた機関である。
天正10年（1582年）6月2日、貞勝は明智光秀が信長を殺した本能寺の変のとき、信長の嫡男・織田信忠と共に二条新御所で討死してしまった。
信長の死後、豊臣秀吉が京都を支配下に置いたときは、桑原貞成、杉原家次、浅野長政（この3名は、いずれも1582年〈天正10年〉から1583年〈天正11年〉の短期間）、その後前田玄以が京都所司代を務めている。
文禄4年（1595年）、石田三成・増田長盛両名が加わった（同年8月近衛信輔あて近衛前久書簡・陽明文庫所蔵）。これらは室町幕府の職名を踏襲したものである。

## 江戸幕府が設置したもの

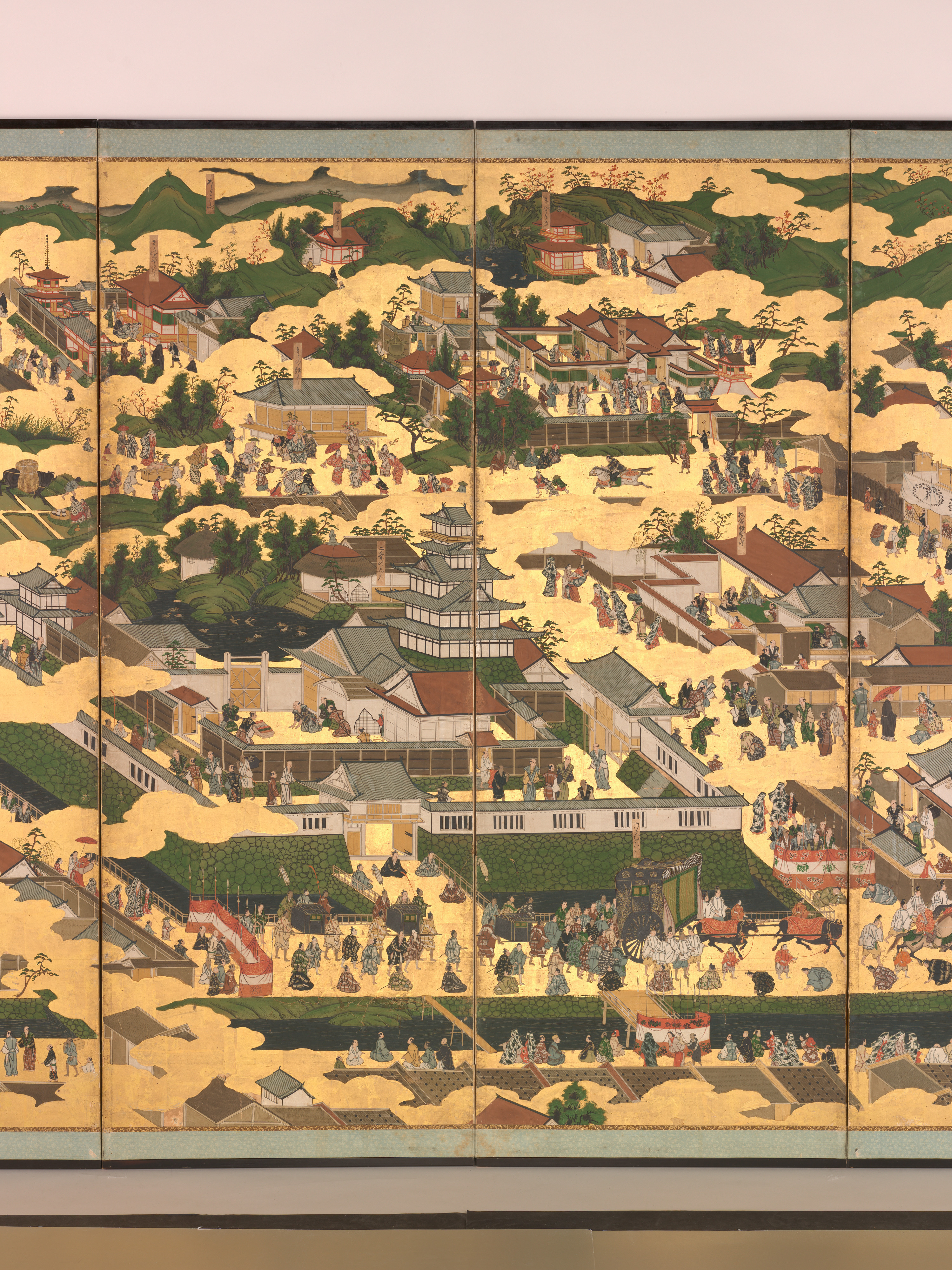
『洛中洛外図』（メトロポリタン美術館所蔵）に描かれた慶長期二条城の右手（北）にある所司代屋敷、所司代板倉勝重が公事を行っている

江戸時代に江戸幕府により設置された京都所司代は、京都の治安維持の任務にあたった幕府の部署である。鎌倉幕府におかれた六波羅探題や室町幕府におかれた所司代（侍所麾下、京都の治安担当）にならって設置されたものである。

### 職務
定員1名。3万石以上の譜代大名から任命、役料1万石が給され与力30騎（後50騎）同心100人が付属。京都の統治、朝廷・公家の監察、西日本諸大名の監視，五畿内及び近江、丹波、播磨の8カ国の民政を総括した。特に初期は徳川家康、徳川秀忠、徳川家光の歴代将軍が度々上洛し所司代体制と将軍上洛の不可分の関係がみられた。所司代の役所や住居は、二条城の北に隣接した場所に設けられ、二条城は使用されなかった。また、支配下の京都とその周辺の行政のために京都郡代が置かれたが、後に町中を担当する京都町奉行と周辺部やそこにある皇室領・公家領を管理する京都代官に分離するようになった。
元禄元年（1688年）に、京都支配など民政上の権限を京都町奉行に譲った。また、享保7年（1722年）に大坂町奉行なども含めた上方の幕府役職の権限再編が行われた結果、更に権限が縮小されてこれまでの自立性が否定されて老中の監督下に置かれた（ただし、この再編の現地責任者は当時の所司代松平忠周であり、実際の所司代の権限縮小は忠周が老中に転任した1725年以降と推測される）。
以後は寺社奉行や奏者番などを歴任した後に京都所司代に就任するというように、老中への出世コースの通過点となり、地位のみが高く、幕政上の政治力は急激に低下した。このため、幕末には所司代の無力さが指摘され、京都守護職がその上位機関として設置された。最後の京都所司代の松平定敬は京都守護職・松平容保の実弟で、寺社奉行や奏者番などを一切歴任しないまま京都所司代に任命された異例の人事となった。王政復古の大号令で、京都守護職とともに京都所司代の廃止が宣告された。

### 歴代京都所司代
1. 奥平信昌（1600年－1601年）

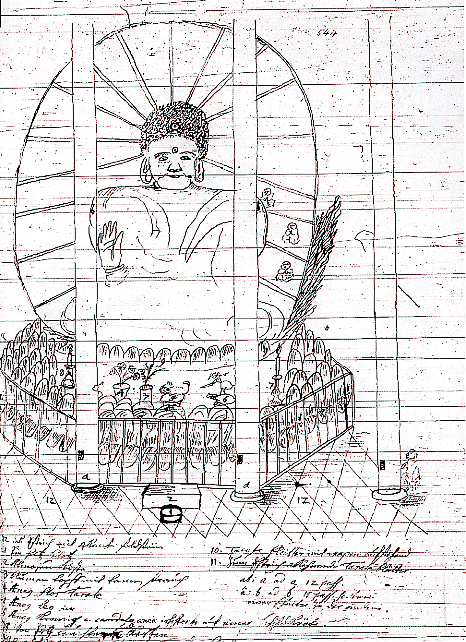
エンゲルベルト・ケンペルの方広寺大仏（京の大仏）のスケッチ。寛文年間に方広寺大仏は損壊したため、江戸幕府の主導で建て替えられることになった。方広寺を管理していた妙法院が、大仏再建の経緯を綴った『洛東大仏殿修覆並釈迦大像造営記』によれば、京都所司代の牧野親成の指示のもと、仏師玄信が大仏再建にあたったという。

2. 板倉勝重（1601年－1619年）（歴代の京都所司代で唯一、自分の子に京都所司代職を譲ることが認められる）
3. 板倉重宗（1619年－1654年）（京都所司代期間は歴代最長）
4. 牧野親成（1654年－1668年）
5. 板倉重矩（1668年－1670年）（老中を務めた後に京都所司代となる。その退任後に再度老中となる）
6. 永井尚庸（1670年－1676年）
7. 戸田忠昌（1676年－1681年）
8. 稲葉正往（1681年－1685年）（罷免、稲葉正休による老中堀田正俊暗殺事件への連座か）
9. 土屋政直（1685年－1687年）
10. 内藤重頼（1687年－1690年）
11. 松平信興（1690年－1691年）
12. 小笠原長重（1691年－1697年）
13. 松平信庸（1697年－1714年）（将軍家の奥詰（近習）から京都所司代へ抜擢）
14. 水野忠之（1714年－1717年）
15. 松平忠周（1717年－1724年）（このころ上述の権限縮小）
16. 牧野英成（1724年－1734年）
17. 土岐頼稔（1734年－1742年）
18. 牧野貞通（1742年－1749年）
19. 松平資訓（1749年－1752年）
20. 酒井忠用（1752年－1756年）
21. 松平輝高（1756年－1758年）
22. 井上正経（1758年－1760年）
23. 阿部正右（1760年－1764年）
24. 阿部正允（1764年－1768年）
25. 土井利里（1769年－1777年）
26. 久世広明（1777年－1781年）
27. 牧野貞長（1781年ー1784年）
28. 戸田忠寛（1784年－1789年）（罷免、田沼意次失脚に連座か）
29. 太田資愛（1789年－1792年）
30. 堀田正順（1792年－1798年）
31. 牧野忠精（1798年－1801年）
32. 土井利厚（1801年－1802年）
33. 青山忠裕（1802年－1804年）
34. 稲葉正謖（1804年－1806年）
35. 阿部正由（1806年－1808年）
36. 酒井忠進（1808年－1815年）
37. 大久保忠真（1815年－1818年）
38. 松平乗寛（1818年－1822年）
39. 内藤信敦（1823年－1825年）
40. 松平康任（1825年－1826年）
41. 水野忠邦（1826年－1828年）
42. 松平宗発（1828年－1832年）
43. 太田資始（1832年－1834年）
44. 松平信順（1834年－1837年）
45. 土井利位（1837年－1838年）
46. 間部詮勝（1838年－1840年）
47. 牧野忠雅（1840年－1843年）
48. 酒井忠義（1843年－1850年）
49. 内藤信親（1850年－1851年）
50. 脇坂安宅（1851年－1857年）
51. 本多忠民（1857年－1858年）
52. 酒井忠義（1858年－1862年）（安政の大獄の責任を取らされる形で罷免の上、隠居謹慎を命じられる）
53. 松平宗秀（1862年）※赴任できず。酒井忠績（1862年5月-9月）が代行。
54. 牧野忠恭（1862年9月－1863年6月11日）（このころ上述の京都守護職の設置）
55. 稲葉正邦（1863年－1864年）
56. 松平定敬（1864年－1867年）（京都守護職・松平容保の実弟）